# Obergösgen
Obergösgen is een gemeente en plaats in het Zwitserse kanton Solothurn en maakt deel uit van het district Gösgen.

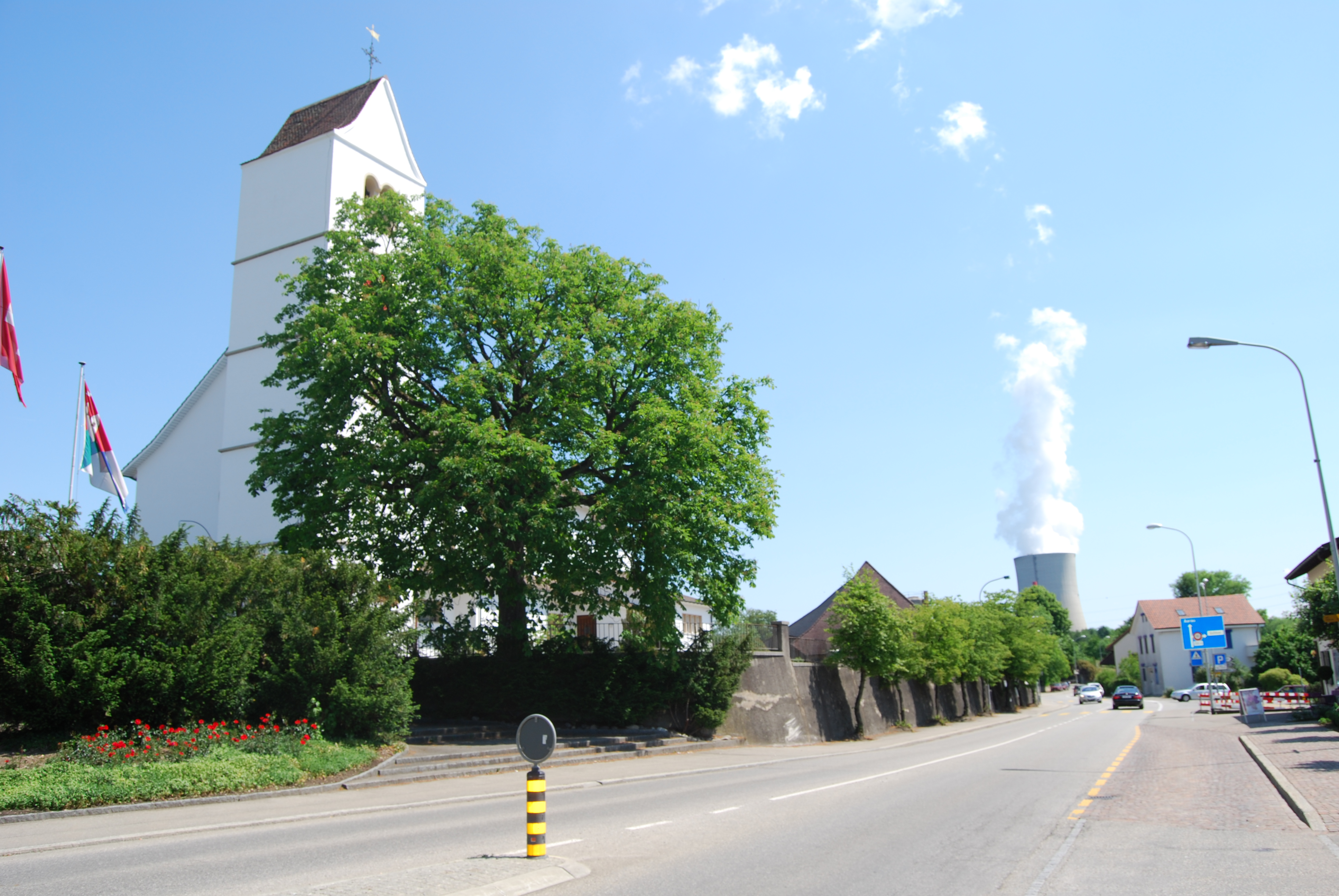
Obergösgen

Obergösgen telt 2057 inwoners.

## Geboren
- Dieter Runkel (1966), wielrenner